# 매헌로
매헌로(Maeheon-ro)는 서울특별시 서초구 양재동을 관통하는 서울특별시도로, 총 연장은 1.232 km이며, 중간에 경기도 과천시 주암동을 잠깐 통과한다.

## 유래
이름이 유래된 것은 1932년, 도시락 폭탄으로 일본 고위관료를 처단한 독립운동가인 윤봉길 의사 기념관이 위치한 곳으로, 윤봉길 의사의 호인 매헌(梅軒)을 채택하여 부여하였기 때문이다.

## 역사
- 2010년 5월 27일 : 도로명으로 매헌로를 고시

## 주요 경유지
- 서초구
  - 양재2동 (과천시 주암동의 일부 구간도 통과함)

## 접촉하는 도로
- 양재대로
- 장군마을길
- 강남대로

## 주요 건물 및 시설
- 하이브랜드 (매헌로 16/양재동 215)
- 쌍용자동차 화물터미널 (매헌로 19/양재동 217-7)
- NH디지털혁신캠퍼스 (매헌로 24/양재동 214)
- 하이돈빌딩 (매헌로 25/양재동 218-1)
- 명연빌딩 (매헌로 27/양재동 218)
- 한일빌딩 (매헌로 34/양재동 210-5)
- 장스푸드 60계 (매헌로 40/양재동 210)
- 정일빌딩 (매헌로 42/양재동 209-5)
- 우리빌 (매헌로 52/양재동 208-8)
- 나우건축 (매헌로 54/양재동 208)
- 태명빌딩 (매헌로 56/양재동 203-8)
- 초원탑스빌 (매헌로 62/양재동 203-11)
- 엠제이 (매헌로 64/양재동 203-12)
- 엘림 (매헌로 66/양재동 203-13)
- 제원주유소 (매헌로 72/양재동 203)
- 양재시민의숲 (매헌로 99/양재동 236)
- 양재시민의숲역 (매헌로 지하116/양재동 233-2)